# Sport-Club Freiburg 2017-2018 (femminile)
Questa voce raccoglie le informazioni riguardanti la squadra femminile dello Sport-Club Freiburg nelle competizioni ufficiali della stagione 2017-2018.

## Stagione

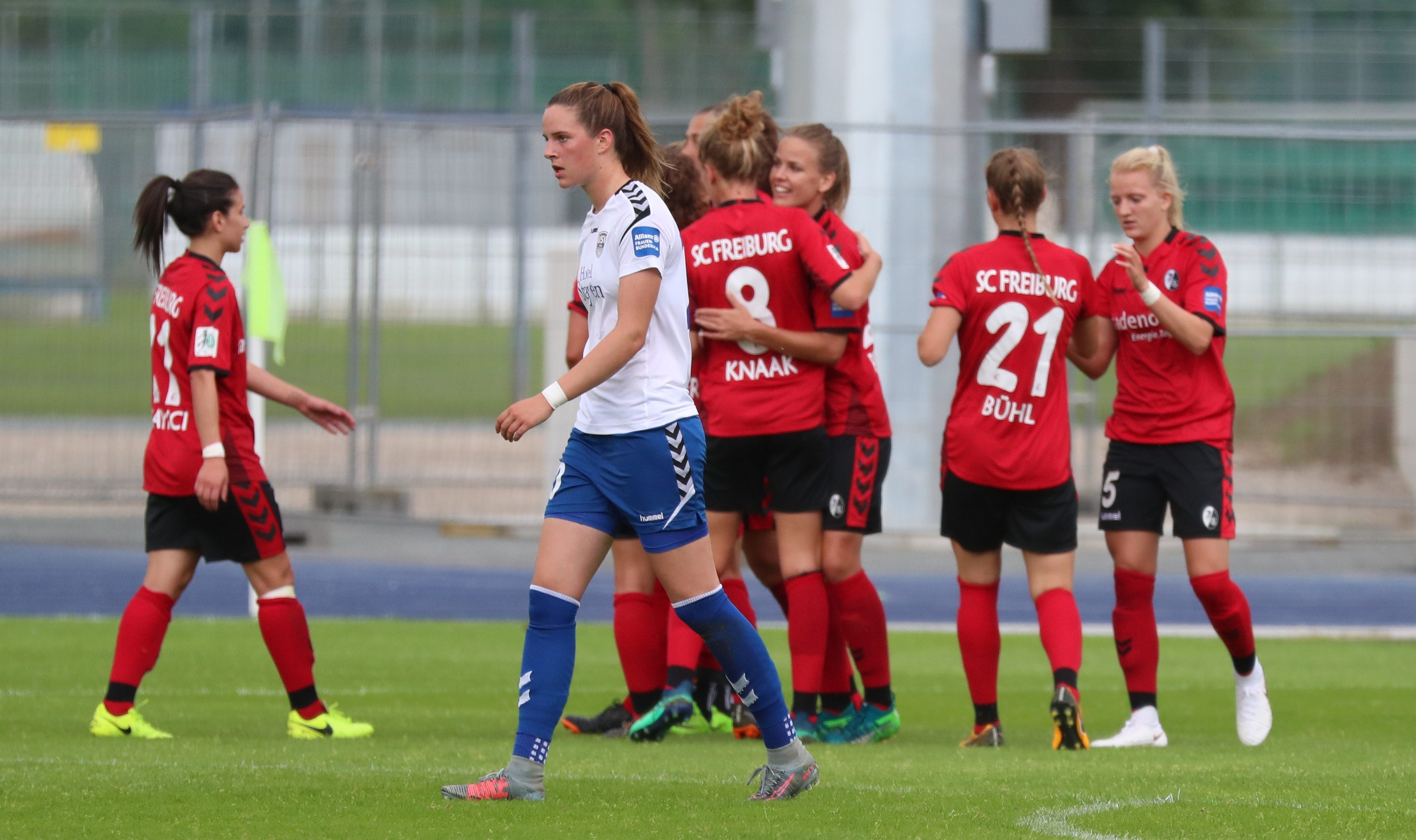
Festeggiamenti delle giocatrici del Friburgo, in tenuta rossa, dopo la prima rete allo alla 21ª giornata, il 27 maggio 2018.

## Divise e sponsor
Le tenute di gioco sono le stesse del Friburgo maschile.
| Casa | Trasferta | Terza divisa |

## Organigramma societario
Area tecnica
- Allenatore: Jens Scheuer
- Allenatore in seconda: André Olveira
- Allenatore in seconda: Willi Waibel
- Preparatori dei portieri: Elke Walther, Ingo Zschau
- Preparatori atletici: Jonathan Schaller, Hubert Mahler, Lena Zahn

## Rosa
Rosa, ruoli e numeri di maglia come da sito ufficiale.
| N. |                       | Ruolo | Calciatrice               |
| -- | --------------------- | ----- | ------------------------- |
| 1  | Germania (bandiera)   | P     | Laura Benkarth (capitano) |
| 2  | Germania (bandiera)   | D     | Lisa Karl                 |
| 5  | Germania (bandiera)   | D     | Kim Fellhauer             |
| 7  | Germania (bandiera)   | C     | Giulia Gwinn              |
| 8  | Germania (bandiera)   | C     | Rebecca Knaak             |
| 9  | Germania (bandiera)   | C     | Janina Minge              |
| 10 | Germania (bandiera)   | C     | Julia Šimić               |
| 11 | Germania (bandiera)   | A     | Hasret Kayikçi            |
| 12 | Slovacchia (bandiera) | P     | Mária Korenčiová          |
| 13 | Germania (bandiera)   | A     | Sandra Starke             |
| 14 | Germania (bandiera)   | A     | Ivana Fuso                |
| 15 | Germania (bandiera)   | C     | Marie Müller              |

| N. |                     | Ruolo | Calciatrice          |
| -- | ------------------- | ----- | -------------------- |
| 16 | Germania (bandiera) | C     | Lina Magull          |
| 17 | Germania (bandiera) | C     | Noemi Gentile        |
| 18 | Austria (bandiera)  | D     | Sarah Puntigam       |
| 19 | Germania (bandiera) | D     | Jobina Lahr          |
| 20 | Germania (bandiera) | C     | Greta Stegemann      |
| 21 | Germania (bandiera) | A     | Klara Bühl           |
| 22 | Germania (bandiera) | A     | Lena Petermann       |
| 23 | Germania (bandiera) | P     | Rafaela Borggräfe    |
| 24 | Germania (bandiera) | C     | Anja Maike Hegenauer |
| 27 | Germania (bandiera) | C     | Clara Schöne         |
| 30 | Germania (bandiera) | D     | Carolin Simon        |
| 33 | Germania (bandiera) | D     | Carolin Schiewe      |

## Calciomercato

### Sessione estiva
| Acquisti | Acquisti          | Acquisti                   | Acquisti                  |
| R.       | Nome              | da                         | Modalità                  |
| -------- | ----------------- | -------------------------- | ------------------------- |
| P        | Rafaela Borggräfe | Friburgo [Primavera B (F)] | aggregata dalle giovanili |
| P        | Mária Korenčiová  | Neunkirch                  | definitivo                |
| D        | Noemi Gentile     | Friburgo [Primavera B (F)] | aggregata dalle giovanili |
| C        | Rebecca Knaak     | Bayer Leverkusen           | definitivo                |
| C        | Marie Müller      | Friburgo [Primavera B (F)] | aggregata dalle giovanili |
| C        | Julia Šimić       | Wolfsburg                  | definitivo                |

| Cessioni | Cessioni        | Cessioni                     | Cessioni                       |
| R.       | Nome            | a                            | Modalità                       |
| -------- | --------------- | ---------------------------- | ------------------------------ |
| P        | Laura Giuliani  | Juventus                     | definitivo                     |
| P        | Teresa Straub   | Friburgo II                  | aggregata alla squadra riserve |
| C        | Sylvia Arnold   | Sand                         | definitivo                     |
| C        | Nicole Eckerle  | Friburgo II                  | aggregata alla squadra riserve |
| C        | Juliane Maier   | Alemannia Freiburg-Zähringen | definitivo                     |
| C        | Lisa Schüler    | Friburgo II                  | aggregata alla squadra riserve |
| C        | Sabine Stoller  | Mislata CF                   | definitivo                     |
| C        | Selina Wagner   | Sand                         | definitivo                     |
| C        | Cinzia Zehnder  | Zurigo                       | definitivo                     |
| A        | Vanessa Ziegler | Friburgo II                  | aggregata alla squadra riserve |

## Risultati

### Frauen-Bundesliga

#### Girone di andata
| Arbitro: | Wacker (Lehrensteinsfeld) |

|            |           |  |
| Magull 22’ | Marcatori |  |

| Arbitro: | Appelmann (Alzey) |

|  |           |             |
|  | Marcatori | 20’ Kayikçi |

| Arbitro: | Diekmann (Dortmund) |

|           |           |           |
| Simon 70’ | Marcatori | 62’ Kemme |

| Arbitro: | Söder (Ingolstadt) |

|  |           |                                                   |
|  | Marcatori | 26’, 29’ Magull 32’, 42’, 47’ Bühl 58’, 60’ Gwinn |

| Arbitro: | Michel (Gau-Odernheim) |

|                                    |           |             |
| Gwinn 13’ Magull 68’, 83’ Bühl 70’ | Marcatori | 47’ Gieseke |

| Arbitro: | Duske (Leverkusen) |

|                         |           |               |
| Gwinn 45’ Kayikçi 90+2’ | Marcatori | 60’ F. Dongus |

| Arbitro: | Heimann (Gladbeck) |

|          |           |  |
| Gwinn 8’ | Marcatori |  |

| Arbitro: | Wozniak (Herne) |

|                            |           |                     |
| Aschauer 24’ Vojteková 58’ | Marcatori | 55’ Bühl 85’ Magull |

| Arbitro: | Joos (Leinfelden-Echterdingen) |

|  |           |                                       |
|  | Marcatori | 40’ Hendrich 72’ Yokoyama 82’ Groenen |

| Arbitro: | Schlemmer (Nußbach) |

|                                                                |           |  |
| Schiewe 38’ (rig.), 45+1’ Petermann 56’ Kayikçi 66’ Starke 86’ | Marcatori |  |

| Arbitro: | Derlin (Bad Schwartau) |

|  |           |                                           |
|  | Marcatori | 23’ Petermann 65’ Gwinn 72’ (rig.) Magull |

#### Girone di ritorno
| Arbitro: | Wildfeuer (Lubecca) |

|                      |           |           |
| Haršányová 3’ Wu 90’ | Marcatori | 41’ Minge |

| Arbitro: | Wozniak (Herne) |

|                  |           |  |
| Kayikçi 62’, 86’ | Marcatori |  |

| Arbitro: | Appelmann (Alzey) |

|          |           |  |
| Huth 72’ | Marcatori |  |

| Arbitro: | Joos (Leinfelden-Echterdingen) |

|                                              |           |  |
| Magull 16’, 66’, 78’ Petermann 22’, 41’, 58’ | Marcatori |  |

| Arbitro: | Schwermer (Rieder) |

|  |           |                                    |
|  | Marcatori | 2’ Schiewe 56’ Petermann 58’ Knaak |

| Arbitro: | Wacker (Lehrensteinsfeld) |

|  |           |            |
|  | Marcatori | 67’ Magull |

| Arbitro: | Kunkel (Amburgo) |

|                     |           |  |
| Harder 5’ Pajor 33’ | Marcatori |  |

| Arbitro: | Söder (Ingolstadt) |

|                                |           |  |
| Magull 3’ Schöne 48’ Gwinn 70’ | Marcatori |  |

| Arbitro: | Wacker (Lehrensteinsfeld) |

|           |           |                      |
| Agg 90+3’ | Marcatori | 16’ Kayikçi 68’ Bühl |

| Arbitro: | Wozniak (Herne) |

|  |           |                                                      |
|  | Marcatori | 18’ (aut.) Seiler 45+3’ Simon 57’ Bühl 80’ Petermann |

| Arbitro: | Joos (Leinfelden-Echterdingen) |

|              |           |             |
| Schöne 90+2’ | Marcatori | 9’ Feldkamp |

### DFB-Pokal
| Arbitro: | Joos (Leinfelden-Echterdingen) |

|  |           | |
|  | Marcatori | 7’ (aut.), 66’ (aut.) Bast 9’ Kayikçi 16’ Puntigam 46’ Magull 72’ Hegenauer 80’ (aut.) Kierek 87’ Julia Šimić |

| Arbitro: | Michel (Gau-Odernheim) |

|  |           |                         |
|  | Marcatori | 25’ Fellhauer 56’ Knaak |

| Arbitro: | Rafalski (Baunatal) |

|                                                         |           |                    |
| Schüller 20’ Lehmann 71’ Freutel 100’, 117’ Anyomi 119’ | Marcatori | 47’, 90+2’ Schiewe |

## Statistiche

### Statistiche di squadra
| Competizione         | Punti | In casa | In casa | In casa | In casa | In casa | In casa | In trasferta | In trasferta | In trasferta | In trasferta | In trasferta | In trasferta | Totale | Totale | Totale | Totale | Totale | Totale | DR  |
| Competizione         | Punti | G       | V       | N       | P       | Gf      | Gs      | G            | V            | N            | P            | Gf           | Gs           | G      | V      | N      | P      | Gf     | Gs     | DR  |
| -------------------- | ----- | ------- | ------- | ------- | ------- | ------- | ------- | ------------ | ------------ | ------------ | ------------ | ------------ | ------------ | ------ | ------ | ------ | ------ | ------ | ------ | --- |
| Frauen-Bundesliga    | 48    | 11      | 8       | 2       | 1       | 26      | 7       | 11           | 7            | 1            | 3            | 24           | 8            | 22     | 15     | 3      | 4      | 50     | 15     | +35 |
| DFB-Pokal der Frauen | -     | -       | -       | -       | -       | -       | -       | 3            | 2            | 0            | 1            | 12           | 5            | 3      | 2      | 0      | 1      | 12     | 5      | +7  |
| Totale               | -     | 11      | 8       | 2       | 1       | 26      | 7       | 14           | 9            | 1            | 4            | 36           | 13           | 25     | 17     | 3      | 5      | 62     | 20     | +42 |

### Andamento in campionato
| Giornata  | 1 | 2 | 3 | 4 | 5 | 6 | 7 | 8 | 9 | 10 | 11 | 12 | 13 | 14 | 15 | 16 | 17 | 18 | 19 | 20 | 21 | 22 |
| --------- | - | - | - | - | - | - | - | - | - | -- | -- | -- | -- | -- | -- | -- | -- | -- | -- | -- | -- | -- |
| Luogo     | C | T | C | T | C | C | C | T | C | C  | T  | T  | C  | T  | C  | T  | T  | T  | C  | T  | T  | C  |
| Risultato | V | V | N | V | V | V | V | N | P | V  | V  | P  | V  | P  | V  | V  | V  | P  | V  | V  | V  | N  |
| Posizione | 6 | 4 | 3 | 2 | 2 | 2 | 1 | 1 | 3 | 2  | 2  | 3  | 2  | 4  | 4  | 3  | 3  | 3  | 3  | 3  | 3  | 3  |

Legenda:

Luogo: C = Casa; T = Trasferta. Risultato: V = Vittoria; N = Pareggio; P = Sconfitta.

### Statistiche delle giocatrici
| Giocatore     | Frauen-Bundesliga | Frauen-Bundesliga | Frauen-Bundesliga | Frauen-Bundesliga | DFB-Pokal der Frauen | DFB-Pokal der Frauen | DFB-Pokal der Frauen | DFB-Pokal der Frauen | Totale   | Totale | Totale      | Totale     |
| Giocatore     | Presenze          | Reti              | Ammonizioni       | Espulsioni        | Presenze             | Reti                 | Ammonizioni          | Espulsioni           | Presenze | Reti   | Ammonizioni | Espulsioni |
| ------------- | ----------------- | ----------------- | ----------------- | ----------------- | -------------------- | -------------------- | -------------------- | -------------------- | -------- | ------ | ----------- | ---------- |
| L. Benkarth   | 15                | -10               | 0                 | 0                 | 2                    | -5                   | 0                    | 0                    | 17       | -15    | 0           | 0          |
| R. Borggräfe  | 0                 | 0                 | 0                 | 0                 | -                    | -                    | -                    | -                    | 0        | 0      | 0           | 0          |
| K. Bühl       | 18                | 7                 | 1                 | 0                 | 2                    | 0                    | 0                    | 0                    | 20       | 7      | 1           | 0          |
| K. Fellhauer  | 19                | 0                 | 4                 | 0                 | 1                    | 1                    | 0                    | 0                    | 20       | 1      | 4           | 0          |
| I. Fuso       | 1                 | 0                 | 0                 | 0                 | 0                    | 0                    | 0                    | 0                    | 1        | 0      | 0           | 0          |
| N. Gentile    | 0                 | 0                 | 0                 | 0                 | -                    | -                    | -                    | -                    | 0        | 0      | 0           | 0          |
| G. Gwinn      | 19                | 7                 | 0                 | 0                 | 2                    | 0                    | 0                    | 0                    | 21       | 7      | 0           | 0          |
| A. Hegenauer  | 22                | 0                 | 2                 | 0                 | 3                    | 1                    | 0                    | 0                    | 25       | 1      | 2           | 0          |
| L. Karl       | 4                 | 0                 | 0                 | 0                 | 2                    | 0                    | 0                    | 0                    | 6        | 0      | 0           | 0          |
| H. Kayikçi    | 19                | 6                 | 3                 | 0                 | 3                    | 1                    | 1                    | 0                    | 22       | 7      | 4           | 0          |
| R. Knaak      | 17                | 1                 | 1                 | 0                 | 3                    | 1                    | 0                    | 0                    | 20       | 2      | 1           | 0          |
| M. Korenčiová | 8                 | -3                | 0                 | 0                 | 1                    | 0                    | 0                    | 0                    | 9        | -3     | 0           | 0          |
| J. Lahr       | 21                | 0                 | 0                 | 1                 | 3                    | 0                    | 0                    | 0                    | 24       | 0      | 0           | 1          |
| L. Magull     | 20                | 12                | 4                 | 0                 | 3                    | 1                    | 0                    | 0                    | 23       | 13     | 4           | 0          |
| J. Minge      | 17                | 1                 | 0                 | 0                 | 3                    | 0                    | 0                    | 0                    | 20       | 1      | 0           | 0          |
| M. Müller     | 1                 | 0                 | 0                 | 0                 | -                    | -                    | -                    | -                    | 1        | 0      | 0           | 0          |
| L. Petermann  | 19                | 7                 | 0                 | 0                 | 2                    | 0                    | 0                    | 0                    | 21       | 7      | 0           | 0          |
| S. Puntigam   | 20                | 0                 | 2                 | 0                 | 3                    | 1                    | 0                    | 0                    | 23       | 1      | 2           | 0          |
| C. Schiewe    | 15                | 3                 | 0                 | 0                 | 2                    | 2                    | 0                    | 0                    | 17       | 5      | 0           | 0          |
| C. Schöne     | 10                | 2                 | 1                 | 0                 | -                    | -                    | -                    | -                    | 10       | 2      | 1           | 0          |
| J. Šimić      | 18                | 0                 | 0                 | 0                 | 2                    | 1                    | 0                    | 0                    | 20       | 1      | 0           | 0          |
| C. Simon      | 13                | 2                 | 0                 | 0                 | 1                    | 0                    | 0                    | 0                    | 14       | 2      | 0           | 0          |
| S. Starke     | 8                 | 1                 | 0                 | 0                 | 2                    | 0                    | 0                    | 0                    | 10       | 1      | 0           | 0          |
| G. Stegemann  | 2                 | 0                 | 0                 | 0                 | 2                    | 0                    | 0                    | 0                    | 4        | 0      | 0           | 0          |
| V. Ziegler    | -                 | -                 | -                 | -                 | -                    | -                    | -                    | -                    | -        | -      | -           | -          |